# فيليب توليدو
فيليب توليدو (بالفرنسية: Philippe Toledo)‏ (18 ديسمبر 1983 في فرنسا - ) هو لاعب كرة قدم فرنسي في مركز الهجوم. لعب مع ريال خاين ونادي إلتشي ونادي سبتة ونادي غوادالاخارا ونادي كارتاخينا ونادي غانديا ‏ وFC Villefranche Beaujolais ‏ وAtlético Levante UD ‏ وDeportivo Aragón ‏.

## وصلات خارجية
- فيليب توليدو على موقع قاعدة بيانات كرة القدم.إي يو (الإنجليزية)
- فيليب توليدو على موقع Soccerway.com (الإنجليزية)